# ستيوارت رودس
ستيوارت رودس (1 ديسمبر 1986 - ) (بالإنجليزية: Stewart Rhodes)‏ هو لاعب كريكت نيوزلندي.